# ماتياس دونوسو
ماتياس دونوسو (بالإسبانية: Matías Donoso)‏ هو لاعب كرة قدم ومدرب كرة قدم تشيلي في مركز الهجوم، ولد في 8 يوليو 1986 في San José de Maipo ‏ في تشيلي. لعب مع إيفرتون دي فينا ديل مار.

## وصلات خارجية
- ماتياس دونوسو على موقع قاعدة بيانات كرة القدم.إي يو (الإنجليزية)
- ماتياس دونوسو على موقع Soccerway.com (الإنجليزية)
- ماتياس دونوسو على موقع AS.com (الإسبانية)